# Zündapp ZD 10

Zündapp ZD 10 446 211, Baujahr 1979 (Sitzbankversion) mit Topcase und Tankrucksack. Kettenabdeckung fehlt, Federbeine nicht original.

Die ZD 10 ist ein Mofa des deutschen Herstellers Zündapp.
Die ZD 10 wurde in der Zeit von 1977 bis 1980 in zwei verschiedenen Versionen produziert. Zum einen gab es die sogenannte „Sattelversion“ (Typschlüssel 446-210) mit konventionellem Einzelsattel sowie die „Sitzbankversion“ (Typschlüssel 446-211) mit durchgehender, theoretisch für zwei Personen geeigneter Sitzbank. Die Sitzbankversion wurde nur 1979 und nur in geringer Stückzahl produziert, sie ist daher heute relativ selten und unter Sammlern heiß begehrt.
Wesentliches Merkmal aller Zündapp-ZD-Modelle ist der Einrohrrahmen mit angespritztem Heckteil aus Leichtmetall, dazu Gussräder der Dimension 1,6 × 17 und die kombinierte Maske für Scheinwerfer und Cockpit.
Das Modell ZD 10 und dessen „großer Bruder“ ZD 30 (40-km/h-Moped) waren die Nachfolger der Zündapp M25 (auch bekannt als Bergsteiger) bzw. M50.

## Technische Daten
- Motor: Gebläsegekühlter, Einzylinder-Zweitaktmotor (Mischungsschmierung 1 : 50)
- Motortyp: Zündapp 250-16
- Hubraum: 49 cm³
- Leistung: 1 kW bei 3800/min
- Getriebe: Zweigang-Schaltgetriebe (Handschaltung) mit Ölbadkupplung
- Vergaser: Bing 1/10/135 mit Hauptdüse 70 bis 80 (wahlweise) oder Mikuni VM13-84 mit Hauptdüse 57,5 bis 67,5 (wahlweise)

Laut Ersatzteilekatalog: 
Mikuni VM 13-84e mit:
Nadeldüse Gr. F-4
Leerlaufdüse 40
Hauptdüse 62,5
Düsennadel 3J2
- Übersetzung: Ritzel 11 Zähne, Kettenrad 45 Zähne
- Bereifung: 2 1/4–17
- Höchstgeschwindigkeit: 25 km/h

## Heutige Bedeutung
Die Seltenheit und der relativ geringe Bekanntheitsgrad der Baureihe macht die ZD 10 heute vor allem für Sammler interessant. Fahrzeuge dieser Baureihe sind gern gesehene Gäste auf Oldtimertreffen aller Art. Ebenfalls sind sie in verschiedenen Sammlungen und Museen ausgestellt.
Aus dem alltäglichen Straßenbild hingegen ist die ZD 10 praktisch völlig verschwunden. Einzelne Fahrzeuge werden noch von Enthusiasten im Alltagsbetrieb gefahren.